# Stanisław Gierat

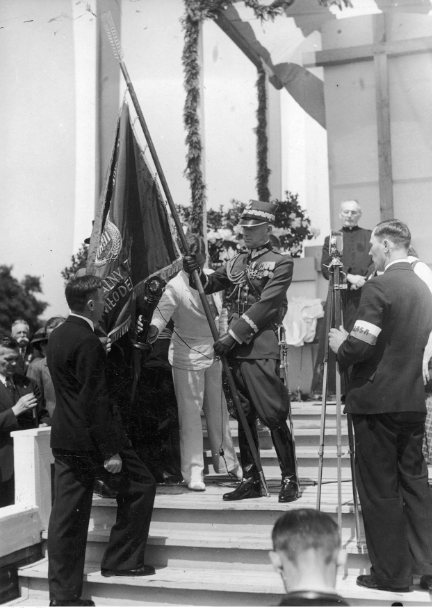
Marszałek Edward Śmigły-Rydz wręcza sztandar prezesowi Związku Młodej Wsi Stanisławowi Gieratowi w czasie Zjazdu Związku Młodej Wsi w Warszawie 19–20 czerwca 1937 roku. W głębi widoczny ksiądz Jan Mauersberger. Ze zbiorów NAC.

Stanisław Gierat (ur. 2 maja 1903 w Kozłowie, zm. 30 maja 1977 w Bethlehem) – polski działacz niepodległościowy, społeczny i spółdzielczy, działacz organizacji polonijnych w Stanach Zjednoczonych.

## Życiorys
Stanisław Gierat w czasie nauki w gimnazjum w Kielcach został przyjęty do tajnej polskiej młodzieżowej organizacji niepodległościowej Związku Młodzieży Polskiej „Przyszłość” („Pet”). Należał również do Organizacji Młodzieży Narodowej. Po rozpoczęciu studiów na Politechnice Warszawskiej został członkiem Związku Młodzieży Polskiej „Zet” (od początku 1926 roku, a pod koniec tego roku był już wiceprezesem Koła Braterskiego w Warszawie). Był również wiceprezesem Bratniej Pomocy na swej uczelni i Związku Akademickich Kół Prowincjonalnych. W 1928 roku został wybrany na prezesa Zarządu Głównego Centralnego Związku Młodzieży Wiejskiej „Siew”, a później Centralnego Związku Młodej Wsi.
W 1933 roku był jednym z założycieli Spółdzielni Pracy i Banku Spółdzielczego „Grupa Techniczna”. Współdziałał w powstaniu Wiejskiej Spółdzielni Kinematograficznej i Wiejskiej Spółdzielni Włókienniczej. Od 1934 roku był również działaczem tajnego Związku Patriotycznego i członkiem Związku Polskiej Młodzieży Demokratycznej.
W kampanii wrześniowej dowodził w randze porucznika kompanią telegraficzną. Po 17 września przedostał się przez Węgry (gdzie był internowany) do Francji. Brał udział w kampanii francuskiej, po czym znalazł się w Wielkiej Brytanii. Kilkakrotnie zgłaszał się do służby w kraju, przeszedł szkolenie spadochronowe, jednak, w wyniku kontuzji, nie został cichociemnym. W czerwcu 1942 roku przedostał się do armii gen. Andersa, gdzie przez długi czas w 2 Korpusie zajmował się propagandą, sprawując funkcję zastępcy szefa Oddziału Kultury i Prasy. Walczył w kampanii włoskiej, awansując na stopień majora.
Po zakończeniu wojny krótko pełnił funkcję łącznika między premierem a naczelnym wodzem. Zamieszkał w Londynie. Został wiceprezesem Zjednoczenia Polskiego Uchodźstwa Wojennego. Działał w Polskim Korpusie Przysposobienia i Rozmieszczenia. Współpracował przy tworzeniu Światowego Stowarzyszenia Polskich Kombatantów.
W 1951 roku wyjechał do Stanów Zjednoczonych i współdziałał w tworzeniu tamtejszego SPK, był jego wieloletnim, a później honorowym prezesem. Brał aktywny udział w działaniach Kongresu Polonii Amerykańskiej i w organizowaniu komitetów Skarbu Narodowego. Był członkiem Rady Instytutu Józefa Piłsudskiego w Nowym Jorku.
Prowadził wraz z żoną w Bethlehem schronisko harcerskie, „Domek”, powołał harcerską fundację oświatową.
Został pochowany na Cmentarzu Kombatanckim w Amerykańskiej Częstochowie w Doylestown.

## Ordery i odznaczenia
- Krzyż Komandorski Orderu Odrodzenia Polski (10 lutego 1973)[7]
- Krzyż Kawalerski Orderu Odrodzenia Polski (10 listopada 1938)[8]
- Medal Niepodległości (16 marca 1933)[9]
- Srebrny Krzyż Zasługi (15 kwietnia 1929)[10]